# Хямяляйнен, Киёсти
Киёсти Хя́мяляйнен (фин. Kyösti Hämäläinen, родился 16 сентября 1945 года в Хельсинки) — раллийный автогонщик. Участник 19 этапов чемпионата мира по ралли, победитель Ралли "Тысяча Озёр" 1977 года. Становился чемпионом Финляндии по ралли 5 раз и еще восемь раз был чемпионом в группе 2.

## Карьера
Хямяляйнен начал свою карьеру в 1965 году, принимая участие в ледовых гонках. После чего он перешёл в раллийные гонки. Он участвовал в чемпионате Финляндии. В чемпионате Мира по ралли на протяжении долгих лет он принимал участие лишь в ралли "Тысяча Озёр", которое одновременно входило в календарь обоих чемпионатов.  Он выиграл ралли "Тысяча Озёр" в 1977 году, и в этом же году занял пятое место в Ралли Швеции и шестое место в ралли Ралли Великобритании.

## Очковые финиши в чемпионате мира
| Год  | Ралли                | Автомобиль          | Место |
| ---- | -------------------- | ------------------- | ----- |
| 1975 | Ралли Финляндии      | Ford Escort RS 2000 | 9     |
| 1977 | Ралли Швеции         | Ford Escort RS 2000 | 5     |
| 1977 | Ралли Финляндии      | Ford Escort RS1800  | 1     |
| 1977 | Ралли Великобритании | Ford Escort RS 1800 | 6     |
| 1978 | Ралли Финляндии      | Ford Escort RS 1800 | 8     |